# Zaachila

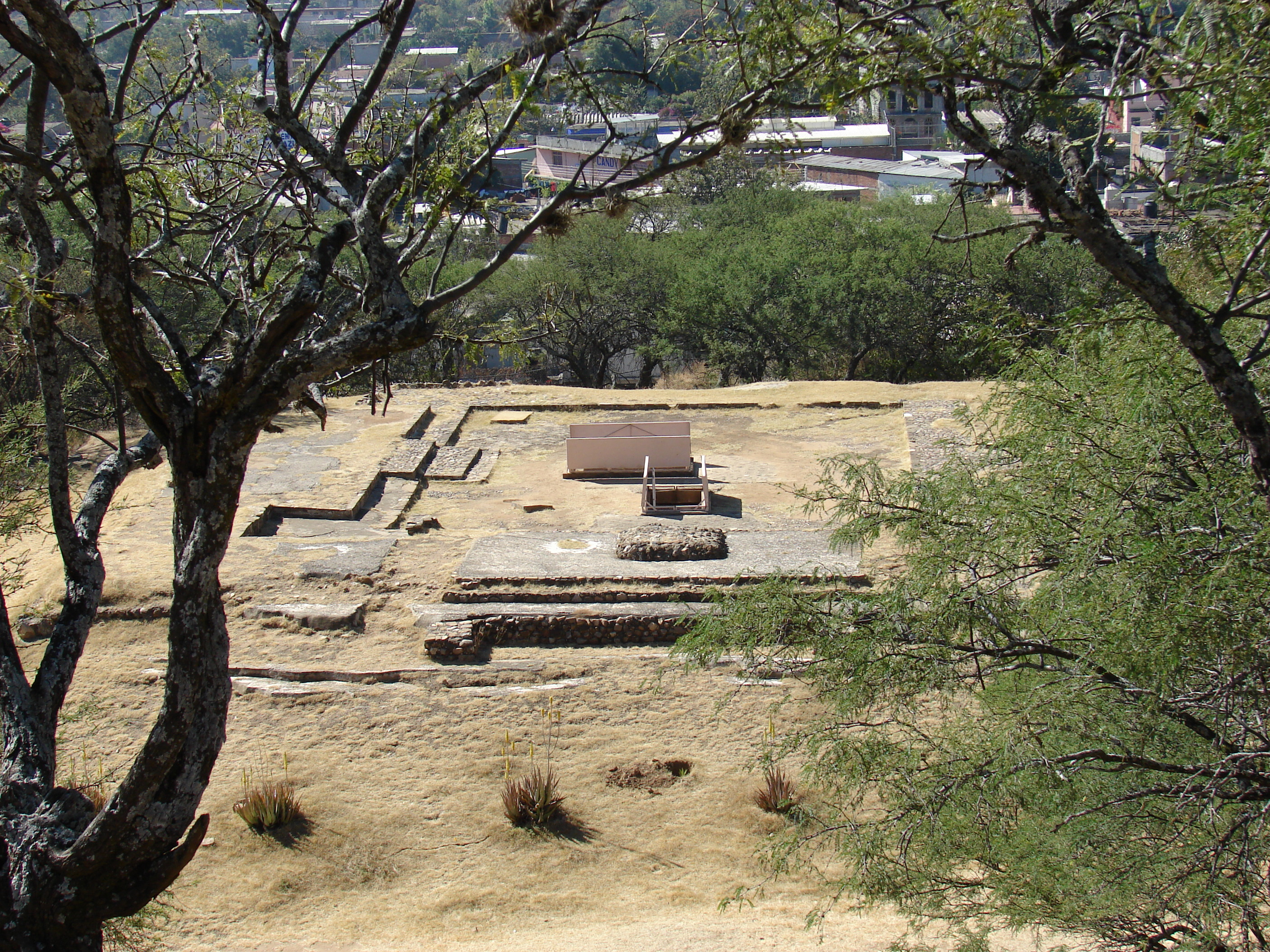
Zaachila – Hügel mit Palaststrukturen und den Eingängen zu den Gräbern 1 und 2

Zaachila ist eine Ruinenstadt der Zapoteken und Mixteken in der Region Valles Centrales in Oaxaca im Süden Mexikos.

## Lage
Die archäologische Stätte liegt am Stadtrand von Villa de Zaachila, etwa 17 km (Fahrtstrecke) südlich der Stadt Oaxaca de Juárez. Bis zu den archäologischen Stätten von Yagul und Mitla sind es ca. 40 bzw. ca. 67 km in östlicher Richtung.

## Name
Der ursprüngliche Name des Ortes ist unbekannt. Der Name Zaachila wurde gewählt nach einem zapotekischen Herrscher mit Namen Zaachila Yoo, der in der Zeit um 1400 regiert haben soll.

## Geschichte
Die Geschichte der präspanischen Siedlung ist weitgehend unklar – während einige Forscher ihre Anfänge im 11. oder 12. Jahrhundert vermuten, befürworten andere einen noch späteren, möglicherweise mixtekischen oder gar aztekischen Ursprung; letzteres erscheint jedoch wegen der deutlich erkennbaren Verwandtschaft zu Mitla eher unwahrscheinlich. Generell geht man jedoch davon aus, dass der Ort erst nach der Aufgabe von Monte Albán (um 1000 n. Chr.) entstanden ist.

## Sehenswürdigkeiten
Da viele Hügelstrukturen (mounds) im Bereich der heutigen Stadt liegen, sind die Ausgrabungen noch nicht sehr weit fortgeschritten – über die Architektur der Ansiedlung weiß man somit wenig. Lediglich einer der Hügel mit einem von Palastruinen umschlossenen Platz, in welchem zwei palastähnliche Fürstengräber zapotekischen Ursprungs eingebracht wurden, ist freigelegt und für Besucher zugänglich.
Grab Nr. 1Das Grab Nr. 1 ist eines der bedeutendsten Grabmonumente im Tal von Oaxaca, ja in ganz Mexiko; es enthielt die Überreste von 11 Personen und Keramikurnen im mixtekischen Stil, was – ähnlich wie in Monte Alban oder Mitla – auf eine Wiederbenutzung älterer Grabanlagen durch die Mixteken hindeutet. Der steinerne Sturzbalken oberhalb des Eingangs ist geschmückt mit einem geometrischen Ornamentpaneel, das denjenigen von Mitla und Yagul nahekommt. Die Hauptkammer des kreuzförmigen Grabes enthält drei Nischen für die Urnenbestattung – zu beiden Seiten finden sich Wächterfiguren mit Totenschädeln aus Stuck und einer Halskette mit einem anhängenden Herz; oberhalb der rückwärtigen Nische schwebt eine Götterfigur(?) oder ein weiterer Wächter des Totenreiches mit einem Körper, der von einem Schildkrötenpanzer bedeckt ist. In seinen beiden rechten Händen(!) hält er ein jeweils ein Opfermesser; vor seinem Mund ist eine Art Sprechblase oder Lebenshauch zu erkennen. Die zweite Grabkammer wird ebenfalls von zwei Wächter- oder Priesterfiguren – jedoch mit annähernd menschlichem Erscheinungsbild – bewacht, die in ihren Händen an kurzen Kordeln hängende Opfermesser in Phallusform halten; auf ihrem Kopf tragen sie eine Art „Krone“ mit üppigem Federschmuck. Die beiden Wandnischen der gegenüberliegenden Kammer werden von zwei Eulen mit weitaufgespannten Flügeln bewacht. Alle Figuren sind recht 'primitiv' aber durchaus ausdrucksstark gestaltet.

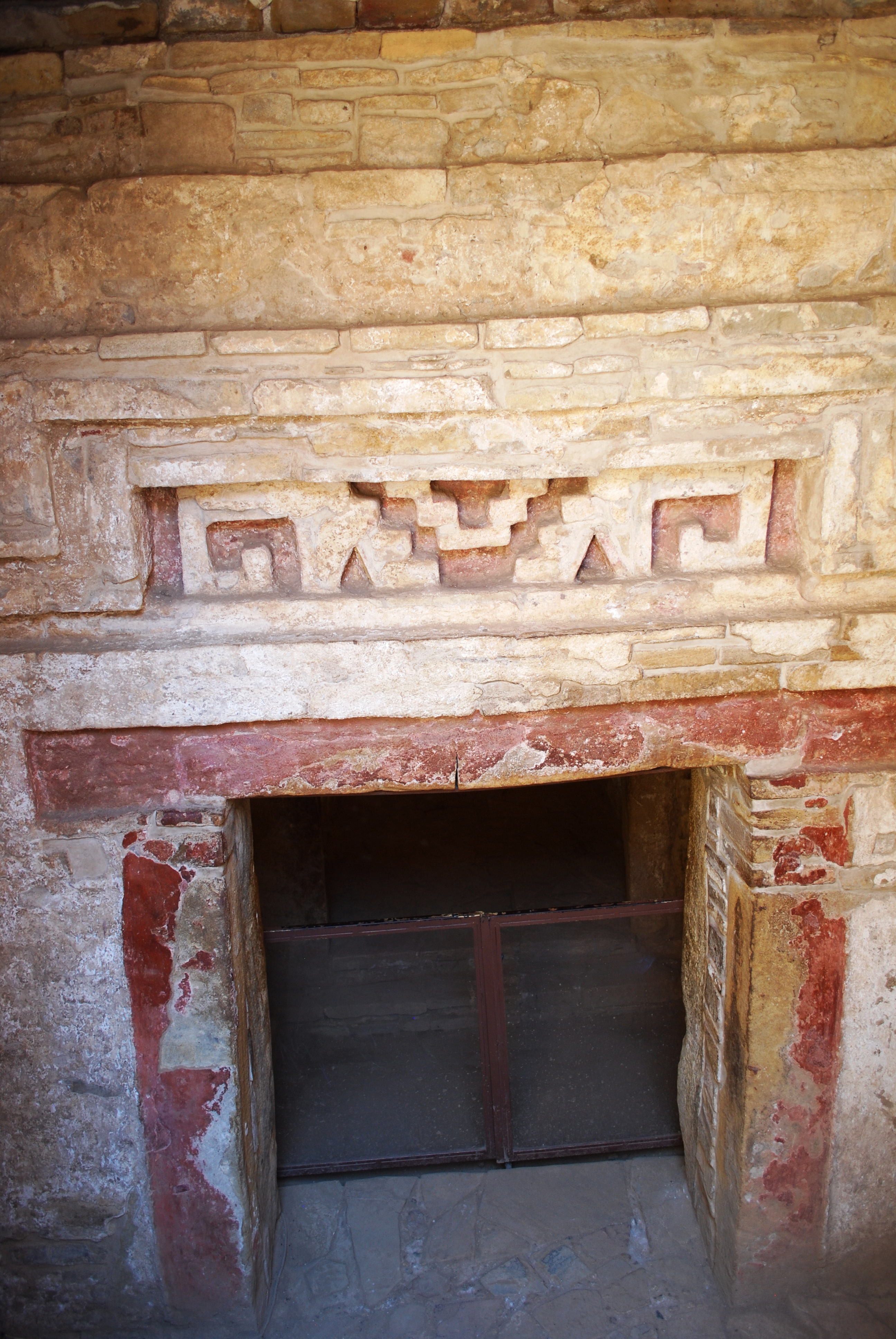
Eingang zu Grab 1 mit Ornamentpaneel
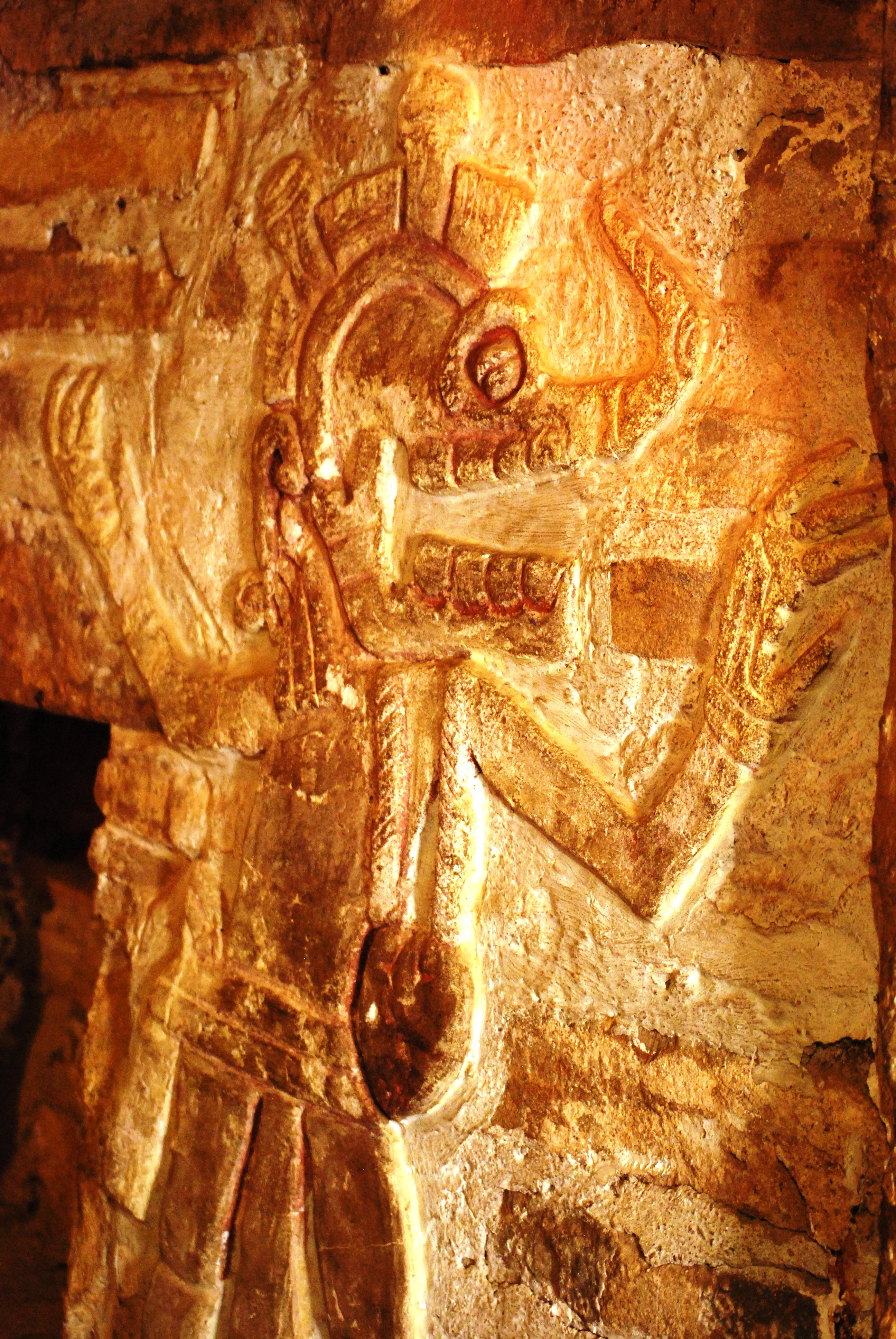
Wächter mit Totenschädel
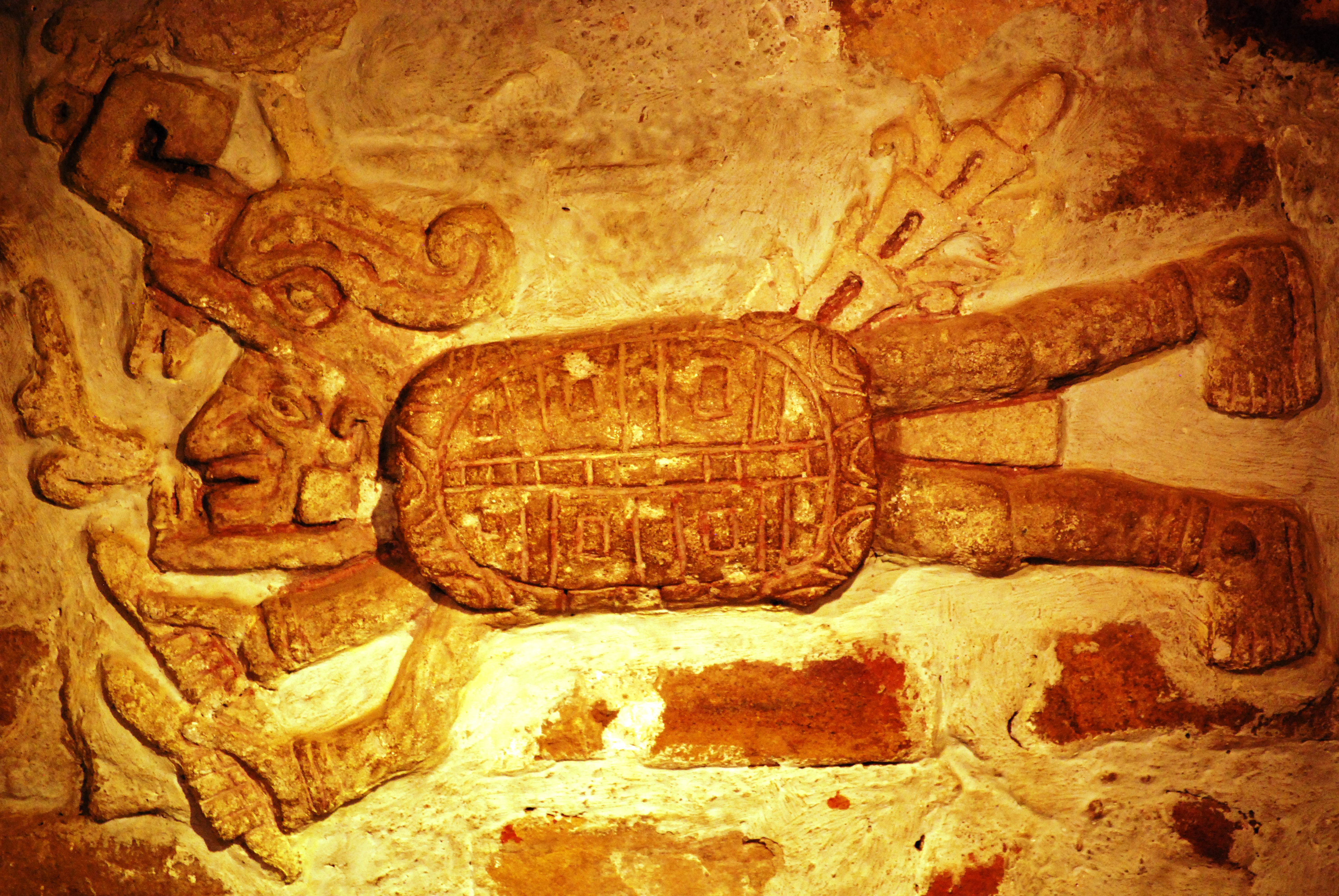
Wächter mit Schildkrötenpanzer
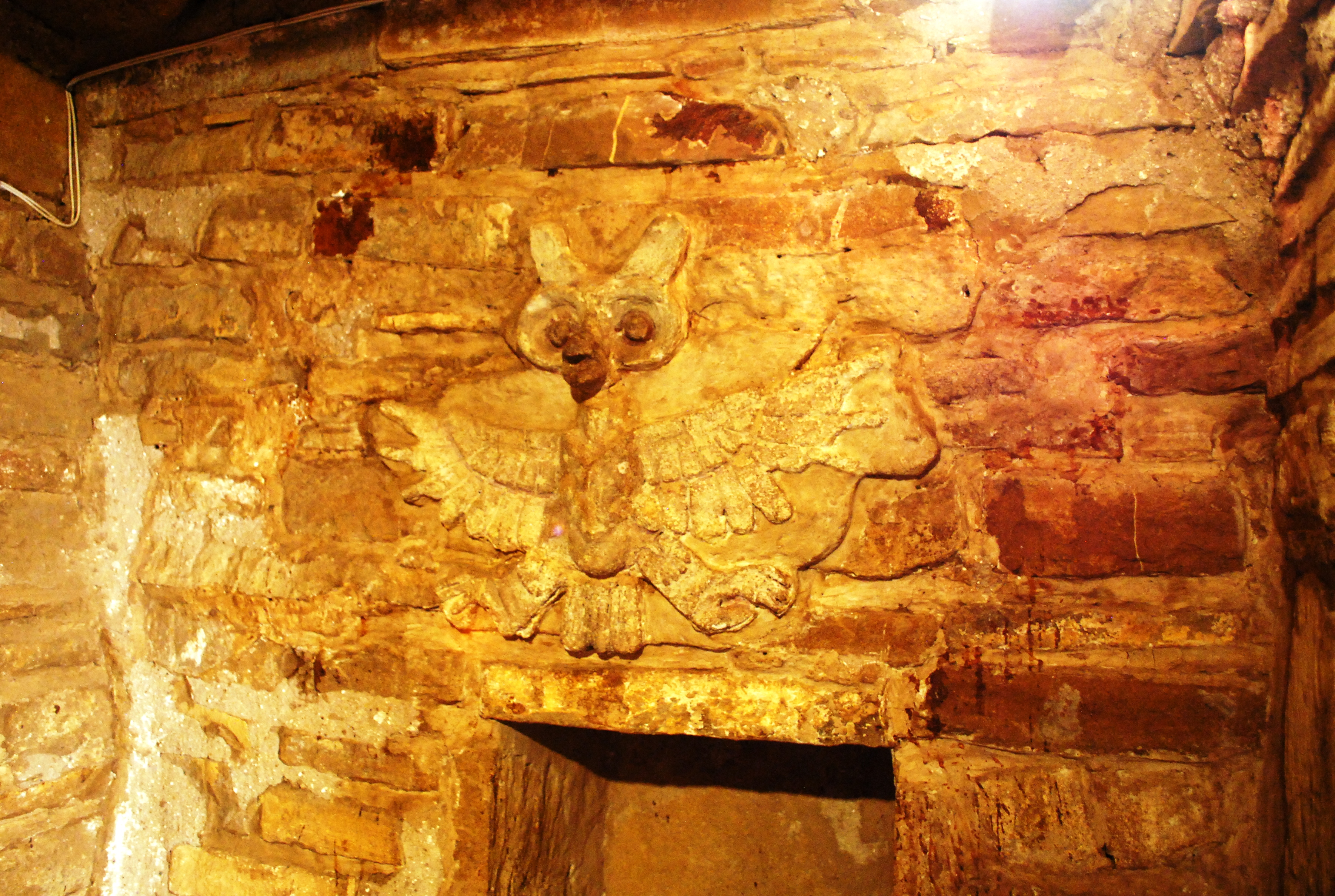
Wächtereule

Grab Nr. 2Die Grabkammer des Grabes Nr. 2 besteht nur aus einem einzigen ungegliederten Raum und zeigt lediglich zwei Steinpaneele mit geometrischem Dekor; figürliche Motive fehlen. Der Wächter der Anlage zeigt Fotos von Jade- und Goldschmuck etc., der bei den Ausgrabungsarbeiten in Grab 2 gefunden wurde und sich heute in Mexiko-Stadt befinden soll.